# Solaroad
52°29′38″ пн. ш. 4°45′59″ сх. д. / 52.493961° пн. ш. 4.766378° сх. д.
Solaroad (вимовляється Солароуд і приблизно перекладається як «Сонячна дорога») — велосипедна доріжка в містечку Кроммені (Занстад, Північна Голландія, Нідерланди). Перша у світі споруда такого типу, створена із сонячних батарей.

## Опис
Поштовхом до створення такого об'єкту послужила думка, що сонячні батареї, виконані у вигляді дороги, будуть мати помітно більшу площу, ніж аналогічні батареї, встановлені на даху будинку, при цьому візуальний вплив на ландшафт буде практично непомітним. Приміром, площа доріг Нідерландів приблизно вдвічі більше, ніж площа дахів всіх будинків країни. Довжина цієї доріжки становить 72 метри. Електроенергія, що виробляється нею, може бути використана для вуличного освітлення, підзарядки електромобілів та інших потреб. Поверхня доріжки являє собою збірні панелі розміром 2,5 на 3,5 метра і товщиною один сантиметр, зроблені із загартованого скла, під якими розташовуються власне сонячні батареї. Доріжка витримує 12-тонну вантажівку. Безпосередньо поруч із «сонячною» велодоріжкою прокладена звичайна, призначена для тестування різних типів поверхні.
Виконавцями робіт стали Нідерландська організація прикладних наукових досліджень, Royal Imtech N.V. і Ooms Civiel. Гроші на будівництво в розмірі 1,5 мільйона євро виділила провінція Північна Голландія, яка і стала власником об'єкта. Підсумкова вартість проекту склала 3,5 мільйона євро, відсутню суму додали вищевказані організації і уряд країни.
Виявлені проблеми

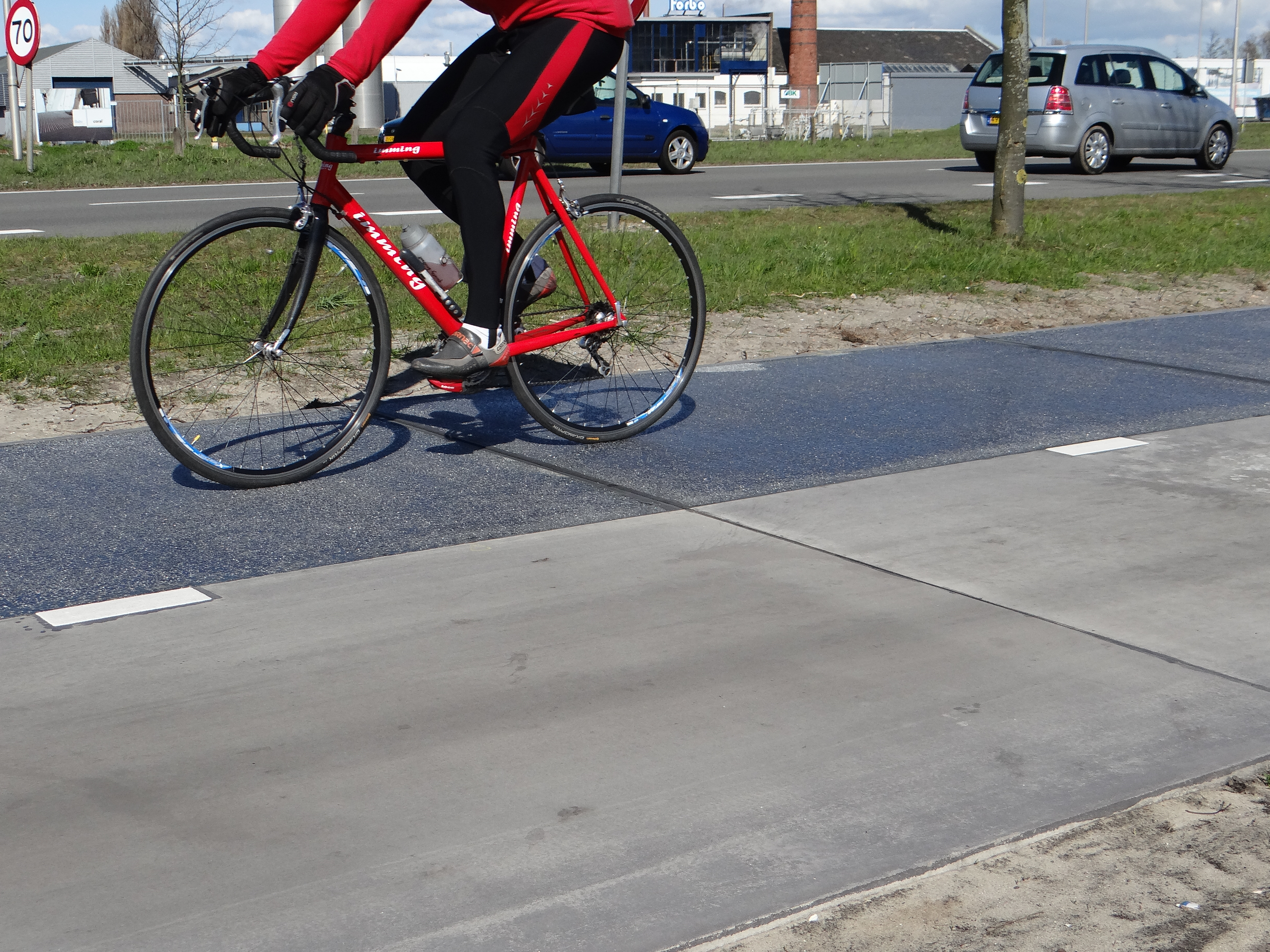
Велосипедист на доріжці

- Забруднення панелей брудом, снігом та ін.
- Панелі не можуть змінювати кут нахилу для акумулювання якомога більшої кількості світла, як це робиться на дахах.
- Тінь від проїжджаючих велосипедистів зменшує кількість світла, що падає на доріжку.
- Вартість наземних сонячних батарей вийшла в 3-4 рази дорожче аналогічних, що встановлюються на дахах, таким чином, окупність даного проекту перевищить 50 років, хоча спочатку йшлося про 10 років[9].
- З урахуванням того, що один квадратний метр цієї доріжки коштував близько 1200 доларів і вироблення енергії становить 70 кВт м2/рік[5][6], то вартість одного кіловата становить 86 центів. Для порівняння: «звичайна» електрика в країні коштує 5 центів за кіловат.
- Доріжка екологічно аж ніяк не ідеальна: побоювання екологів викликають наявні в її конструкції залізобетонні плити і епоксидна смола, які протягом тривалого строку будуть контактувати безпосередньо із землею.

## Історія
Проект розроблявся з 2009 року. Відкриття об'єкту відбулося 21 жовтня 2014 року, 12 листопада того ж року відбулося повторне урочисте відкриття міністром економіки, сільського господарства та інновацій Хенком Кампом.
З 26 грудня 2014 року по 8 січня 2015 року і в жовтні 2015 року доріжка була закрита у зв'язку з ремонтом: на деяких ділянках відійшов скляний шар, а на інших і його пошкодження.
За перший місяць роботи Solaroad виробила кількість енергії, достатню для життя однієї родини.
Після півроку «випробувального терміну» інженери повідомили, що «результати краще, ніж очікувалося» — за шість місяців кожен квадратний метр доріжки виробив 35 кВт електрики. За цей час по доріжці проїхали близько 150 тисяч велосипедистів.
Австралійський інженер-відеоблогер Девід Джонс провів дослідження, вивчивши вироблення електроенергії за півроку та рік Solaroad і звичайними сонячними батареями, розташованими на дахах будинків неподалік. Він прийшов до висновку, що традиційні сонячні батареї вдвічі ефективніше нової велодоріжки.
В даний час розглядається можливість руху електромобілів по дорозі такого типу без підзарядки; можливість будівництва повноцінних автодоріг із сонячних батарей, наприклад, у Франції.